# 켈미스

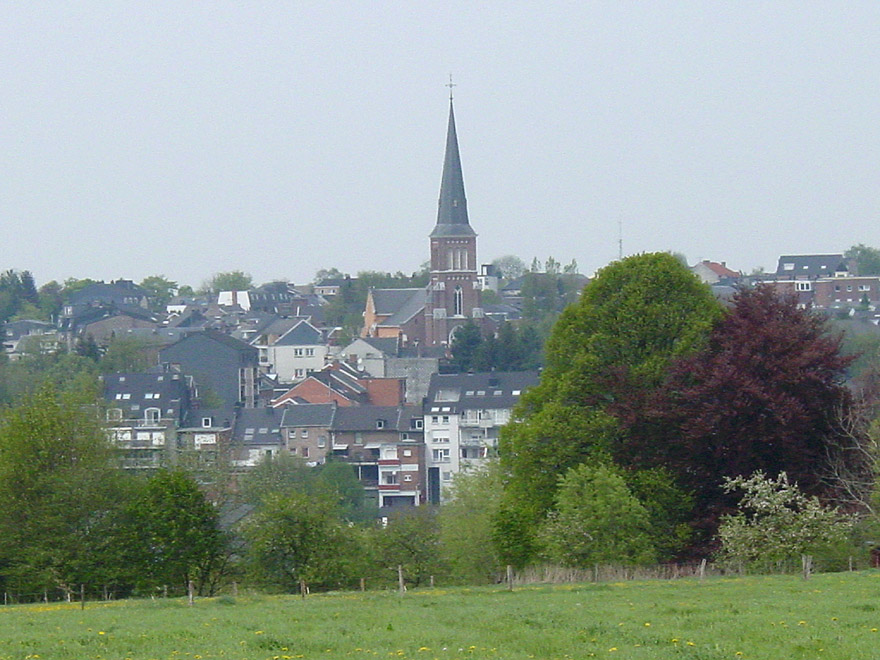
켈미스

켈미스(독일어: Kelmis, 프랑스어: La Calamine 라칼라민[*])는 벨기에 왈롱 지역 리에주주에 위치한 도시로 면적은 18.12km2, 인구는 10,874명(2012년 1월 1일 기준), 인구 밀도는 600명/km2이다.
행정 구역상으로는 벨기에 독일어 공동체에 속한다. 1816년부터 1919년까지 존재했던 중립 모레스네의 수도였던 곳이다.

시기
시 문장